# خاویر ایبانیز
خاویر ایبانیز (اسپانیایی: Javier Ibáñez‎؛ زادهٔ ۱۴ ژوئیهٔ ۱۹۹۶) بوکسور اهل کوبا-بلغارستان است.